# 拉俄墨冬
拉俄墨冬（英語：Laomedon）。古希腊神话男性人物之一。特洛伊君主，普里阿摩斯之父。以背信弃义而臭名昭著。
宙斯懲罰阿波罗与波塞冬，派去給拉俄墨冬當僕人，拉俄墨冬诱骗阿波罗与波塞冬筑特洛伊城和放牧，事发后因受到诅咒而求助于英雄赫拉克勒斯，遂为后者发觉而破城，本人和除提托诺斯和普里阿摩斯以外所有儿子都被杀。